# Joe Haines
Joe Haines, właśc. Joseph Keir Haines (ur. 4 września 1991 w Bolton) – brytyjski żużlowiec.

## Życiorys
Sport żużlowy uprawia od 2005 roku. W 2006 r. zdobył tytuł mistrza Wielkiej Brytanii juniorów do 15 lat. Czterokrotnie zdobył medale młodzieżowych indywidualnych mistrzostw Wielkiej Brytanii: dwa złote (2010, 2012) oraz dwa brązowe (2009, 2011). W 2010 r. wystąpił w rozegranym w Rye House finale drużynowych mistrzostw świata juniorów (IV miejsce). W 2011 r. zajął XV miejsce w końcowej klasyfikacji indywidualnych mistrzostw świata juniorów.
W lidze brytyjskiej reprezentował barwy klubów z: Mildenhall (2007), Edynburga (2007), Berwick (2007), Redcar (2007, 2010), Workington (2008), Coventry (2008), Wolverhampton (2008-2011), Rye House (2009), Peterborough (2009), King's Lynn (2010), Newport (2011), Scunthorpe (2011), Somerset (2011) oraz Sheffield (2012, 2013).